# ویگن خاچاطریان
ویگن سورنی خاچاطریان (ارمنی: Վիգեն Սուրենի Խաչատրյան؛ ۷ ژوئیهٔ ۱۹۵۱ – ۲۱ ژوئن ۲۰۲۳) سیاستمدار و مهندس اهل ارمنستان بود که از تاریخ ۱۹۹۵ تا تاریخ ۱۹۹۹ سمت نمایندگی دوره اول مجلس ملی جمهوری ارمنستان و از تاریخ ۲۰۲۱ تا تاریخ ۲۰۲۳ سمت نمایندگی دوره هشتم مجلس ملی جمهوری ارمنستان را برعهده داشت. وی همچنین از تاریخ ۱۹۹۷ تا ۱۹۹۷ سمت استانداری استان لوری را برعهده داشت.

## زندگی‌نامه
در ۷ ژوئیهٔ ۱۹۵۱ در ایجوان به دنیا آمد و از دانشگاه پلی‌تکنیک ارمنستان فارغ‌التحصیل شد.  وی در ۲۱ ژوئن ۲۰۲۳ در سن ۷۲ سالگی در ایروان به علت سکته قلبی درگذشت.